# Christine Muzio
Christine Muzio   (Creil, 10 de maig de 1951 - Sèvres, 29 de novembre de 2018) fou una tiradora d'esgrima francesa, especialista en floret, que va competir durant la dècada de 1970.
El 1976 va prendre part en els Jocs Olímpics d'Estiu de Mont-real, on va guanyar una medalla de plata en la prova del floret per equips del programa d'esgrima. Quatre anys més tard, als Jocs de Moscou, guanyà la medalla d'or en la mateixa prova.